# Leona Lewis
Leona Louise Lewis, artisticamente Leona Lewis (Londres, 3 de abril de 1985), é uma cantora e compositora britânica que alcançou sucesso após participar e vencer a terceira temporada da série da televisão britânica The X Factor. Logo no início da sua carreira, Leona recebeu três nomeações para os Grammy Awards e possui uma estatueta do Ivor Novello Awards, duas do MOBO Awards, um MTV Asia Awards, um MTV Europe Music Awards, dois World Music Awards e dois Virgin Media Awards.
Em 2007, Leona lançou o seu primeiro álbum, Spirit, e, em 2009, chegou às lojas o seu segundo álbum, Echo. Spirit, tornou-se o primeiro álbum de estreia a ter o maior números de vendas em 2007, tanto na Inglaterra como na Irlanda, e fez com que Leona alcançasse o título de primeira artista inglesa a conquistar topo da Billboard 200 com um álbum de estreia. Até hoje, Spirit já vendeu mais de 10 milhões de cópias em todo o mundo.
O single de estreia de Leona Lewis, foi "A Moment Like This", que tornou-se o single mais vendido no Reino Unido, sendo realizados mais de 50 000 downloads em trinta minutos, após o seu lançamento. Seu segundo single, "Bleeding Love", atingiu a primeira posição das paradas em mais de trinta países em todo o mundo. Em novembro de 2008, Leona bateu mais um recorde no Reino Unido de "venda mais rápida de sempre", com o lançamento de "Run", canção original do Snow Patrol, que, em dois dias, vendeu cerca de 69 244 cópias. Em novembro do ano seguinte, Leona Lewis anunciou a sua primeira turnê mundial. Em 14 de julho de 2011, foi confirmado que "Collide" seria o primeiro single do novo álbum de estúdio, Glassheart. O single dance-pop, foi escrito por Autumn Rowe e produzido por Sandy Vee, que já trabalhou com as cantoras Katy Perry ("Firework"), Rihanna ("S&M"), sendo lançado oficialmente a 4 de setembro de 2011 no Reino Unido e a 7 de setembro na Alemanha.
Em agosto de 2012, Lewis anunciou que o single de promoção ao álbum Glassheart seria Trouble. Este single atingiu o #7 no Reino Unido. A 15 de outubro de 2012, e depois de sucessivos adiamentos, Leona lança o álbum Glassheart que estreia na posição #3 no Reino Unido e na posição#4 na Irlanda, respetivamente, sendo o primeiro álbum da carreira que não estreia na posição #1 em ambos os países. O 2º single, Lovebird, falhou a entrada no top 200 do Reino Unido por passar pouco nas rádios.
Até hoje a cantora já vendeu 35 milhões de álbuns e singles em todo o mundo, sendo uma das artistas mais bem sucedidas do século XXI.
Em maio de 2013 é anunciado que Leona estaria a gravar o seu primeiro álbum natalino, a pedido especial do seu ainda produtor, Simon Cowell.
Em setembro de 2013 a agência de Leona Lewis confirma que a cantora irá vestir o papel de atriz, no musical "Walking on Sunshine", sendo assim o seu primeiro filme. Estreou em todo o mundo durante o ano 2014.
Em 2018 foi convidada por Calum Scott para um dueto de "You Are The Reason", tendo alcançado um estrodonso sucesso mundial, contado com mais de 200 milhões de streams no Spotify e 550 milhões de visualizações no Youtube.

## Biografia
Leona Lewis nasceu no bairro londrino de Islington, filha de Aural Josiah Lewis, ou "Joe", guianês de origem sub-saariana, e de Maria Lewis, de origem galesa. Seus pais a matricularam na Escola de Teatro Sylvia Young, e, através dessa, ela participou da Academia Italiana de Arte e Teatro Conti e da BRIT School, onde aprendeu a tocar instrumentos musicais como a guitarra e o piano, além de começar a compor suas próprias canções, na esperança de, um dia, se tornar cantora e compositora. Quando tinha 12 anos de idade, Leona compôs, sozinha, uma canção inteira. Inicialmente, começou a treinar na ópera, mas passou para o jazz e o blues, que levou-a à música popular, citando Minnie Riperton, Eva Cassidy e Stevie Wonder como suas influências. Depois de sair da escola BRIT, aos 17 anos de idade, ela começou a trabalhar para financiar seu álbum demo em um estúdio, que recebeu o nome de Twilight.
O álbum trazia canções quase exclusivas, compostas por Leona Lewis, e foram gravadas em Fulham. "Tentei, com essa gravação, fazer as coisas do meu jeito. Eu trabalhei muito duro, mas, eu nunca consegui um contrato", disse Leona Lewis. Outras demos de Leona foram gravadas pela UEG Entertainment, e posteriormente, lançados em um álbum denominado Best Kept Secret. No entanto, nenhum dos demos dela foram lançados, e então deixou sua carreira musical de lado para frequentar a universidade, até que seu namorado convenceu-a de participar do The X Factor, que posteriormente, a rendeu um contrato com a UEG Entertainment.

## Carreira

### 2006:The X Factor
Leona iniciou sua participação na terceira temporada da série The X Factor, em 2006, cantando "Over The Rainbow". Depois de passar por todas as fases do programa, Simon Cowell, mentor do programa, anunciou, no dia 16 de Dezembro de 2006, que ela era a vencedora do programa, recebendo, assim, US$1 milhão e um contrato com uma gravadora.
O seu primeiro single foi "A Moment Like This", canção gravada, originalmente por Kelly Clarkson e lançada no dia 20 de Dezembro de 2006, estando disponível para download a partir da meia-noite do dia 17 de Dezembro. Leona quebrou o recorde mundial com mais de 571 253 downloads em menos de trinta minutos. A jornalista Karen Bale, do jornal britânico "Daily Record", apelidou a cantora de "Diva dos Downloads", devido ao feito. No dia 24 de Dezembro, o single alcançou o topo das paradas, e entrou para a lista de singles número um de Natal no Reino Unido, tendo vendido mais de 571 253 cópias, superando o resto do Top 40. "A Moment Like This", se tornou a canção mais baixada em 2006, ocupando a primeira posição das paradas durante quatro semanas e ficando em primeiro lugar, também, na parada Irlandesa de singles, durante seis semanas.

### 2007—2009:Spirit

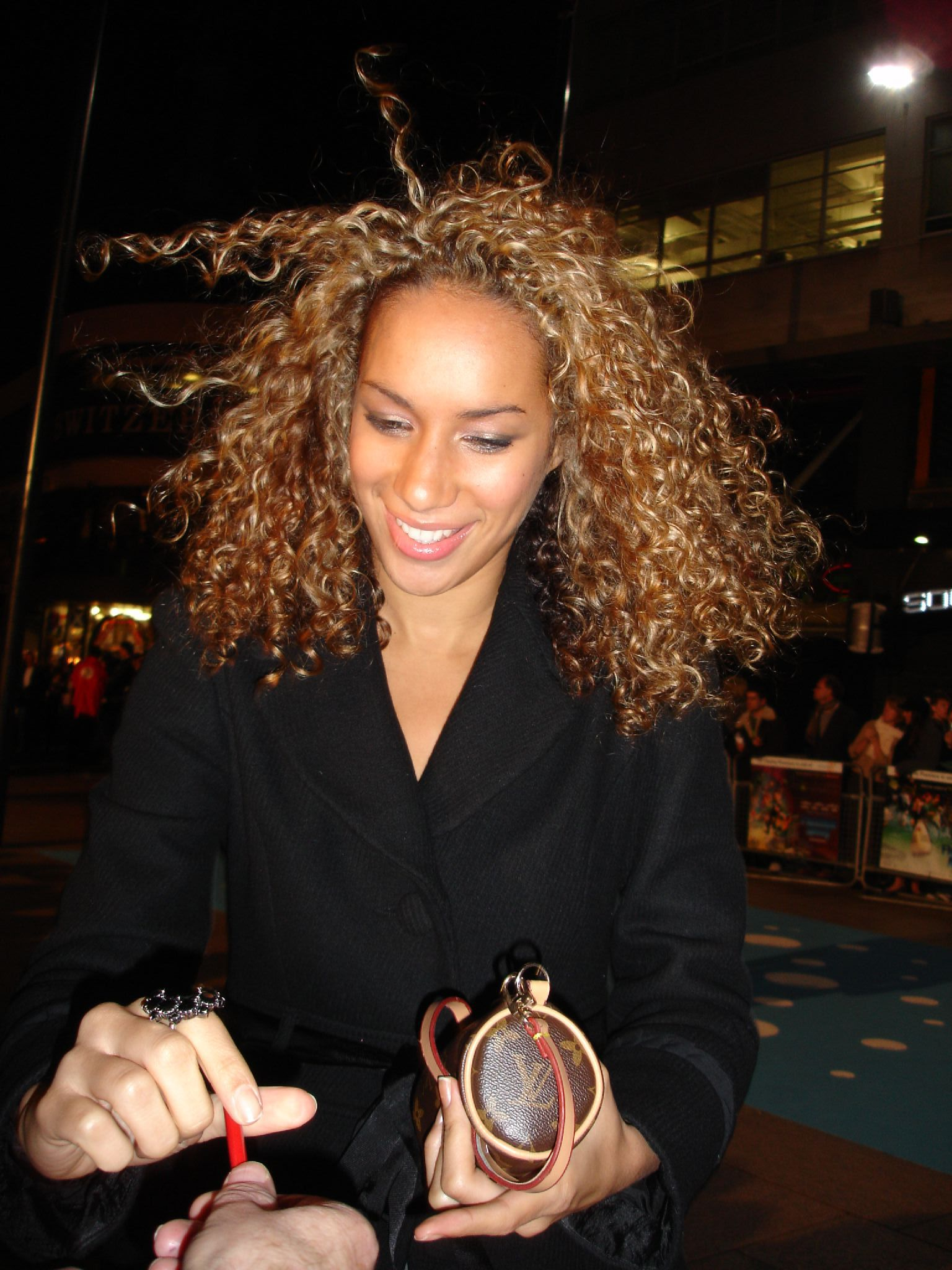
Leona Lewis na estreia de Flushed Away.

Em Fevereiro de 2007, Leona Lewis assinou um contrato de £ 5 milhões de libras (aproximadamente R$ 13,418 milhões de reais), nos Estados Unidos, com Clive Davis, dono da gravadora J Records, que a apresentou para vários executivos de música americana. Um comunicado foi enviado dizendo que Cowell e Davis iriam trabalhar juntos escolhendo as parcerias e os produtores para o primeiro álbum da cantora, que já havia sido intitulado Spirit. As faixas do álbum de Lewis foram gravadas em Londres, Miami, Los Angeles, Nova Iorque e Atlanta, onde trabalhou ao lado de vários compositores e produtores da fonografia americana, incluindo Dallas Austin, Walter Afanasieff, Salaam Remi, Steve Mac, Stargate, e Ne-Yo. Lançado em Novembro de 2007, o álbum, entrou na Irish Albums Chart e UK Albums Chart, ocupando em ambas a primeira posição, tornando-se o primeiro álbum de estreia a ter vendas mais rápidas nos dois países, sendo que no Reino Unido, o álbum está entre os quatro mais vendidos de todos os tempos. Foi lançado em vários outros países em Janeiro de 2008 e foi número um na Nova Zelândia, Austrália, Áustria, Alemanha, África do Sul e Suíça. Duas faixas foram gravadas em 2008 e lançadas na versão estadunidense do álbum: "Forgive Me", produzida por Akon, e "Misses Glass", produzida por Madd Scientist. O álbum foi lançado nos Estados Unidos em 8 de Abril de 2008, e entrou na Billboard 200 ocupando a primeira posição, fazendo com que Leona Lewis seja a primeira artista inglesa a atingir o topo da parada com um álbum de estreia. A edição deluxe de Spirit foi lançada em Novembro de 2008 na Europa, incluindo as músicas "Forgive Me", "Miss Glass" e "Run". Esse lançamento, fez com que o álbum alcançasse novamente, o topo da UK Albums Chart. O álbum vendeu mais de 6,5 milhões de cópias no mundo, tendo recebido nove certificações de platina no Reino Unido.

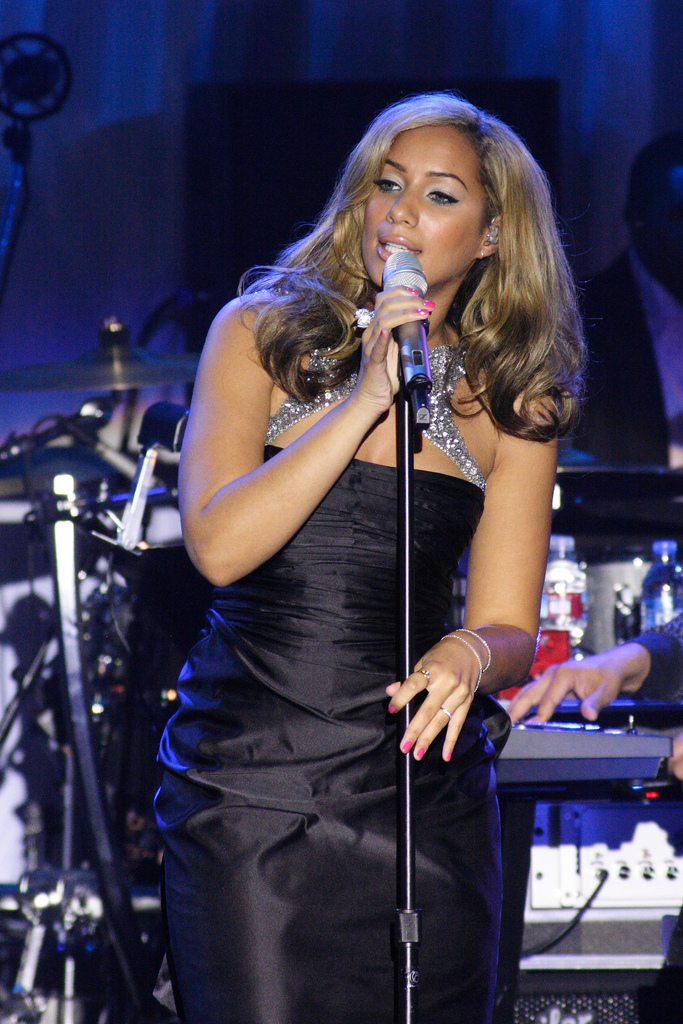
Leona Lewis se apresentando em Los Angeles, no dia 7 de Fevereiro de 2009.

O segundo single da cantora, "Bleeding Love", produzido por Ryan Tedder e escrito por Tedder e Jesse McCartney, foi lançado em 2007 no Reino Unido onde vendeu 218 805 cópias na primeira semana, sendo um das maiores vendas desde seu lançamento até o final de 2007. Ele entrou na UK Singles Chart ocupando o primeiro lugar, onde permaneceu por sete semanas, na Irish Singles Chart manteve-se na primeira posição por oito semanas. Além disso, o single alcançou a primeira posição nas paradas da Nova Zelândia, Austrália, França, Alemanha, Noruega, Suíça, Bélgica, Holanda, Áustria, Canadá, Portugal e Estados Unidos, contabilizando no total 31 países. O single ainda ganhou disco do ano, em um prêmio da TV Britânica, em dezembro de 2007. Em fevereiro de 2008, "Bleeding Love" entrou na Billboard Hot 100 ocupando o número 85, e em seguida, passou para o pico da parada onde ficou durante quatro semanas. A canção se tornou o primeiro single de uma mulher inglesa a alcançar o número um desde "You Keep Me Hangin' On", de Kim Wilde. O terceiro single do álbum, "Better in Time", que conta com o A-side, "Footprints in the Sand", foi lançado em Março de 2008 no Reino Unido, e vendeu 40 476 cópias em sua primeira semana de lançamento. Atingiu o topo da parada ocupando a 2° posição da parada britânica. Nos Estados Unidos, estreou na 62° posição conseguindo alcançar a 11° na Billboard Hot 100. "Forgive Me" foi lançado como o quinto single de Leona em novembro de 2008 no Reino Unido, e alcançou o número cinco nas paradas. "Run" foi lançado como single e no Reino Unido alcançou a 1ª posição, tornando-se o single digital mais vendido, com 69 244 cópias vendidas em dois dias. "I Will Be", escrita e gravada originalmente por Avril Lavigne, foi o último single extraído de Spirit, e foi lançado em Janeiro de 2009, apenas na América do Norte, alcançando o 66° lugar na Billboard Hot 100 e a 23° posição na Pop 100.
Em agosto de 2008, Leona Lewis interpretou "Whole Lotta Love" com o guitarrista Jimmy Page dos Led Zeppelin, na cerimônica de encerramento dos XXIX Jogos Olímpicos de Verão em Pequim em 2008 representando Londres como sede dos XXX Jogos Olímpicos de Verão em 2012. Em setembro desse ano, Lewis, ao lado de várias cantoras, gravou o single "Stand Up To cancer", em prol de campanha contra o câncer. A canção foi intitulada "Just Stand Up!" e foi tocada ao vivo durante da maratona que foi ao ar nas principais de redes de televisão dos Estados Unidos. Leona recebeu três indicações ao GRAMMY Awards em dezembro de 2008: "Bleeding Love" para "Gravação do Ano" e "Melhor Performance Vocal Pop Feminina" e Spirit foi indicado para "Melhor Álbum Pop". Além do GRAMMY, Leona também recebeu indicações para o BRIT Awards, nas categorias: "Melhor Artista Solo Feminina Inglesa", "Melhor Álbum Inglês", "Single Inglês" e "Cantora Revelação", mas, apesar de ser a favorita, Leona não ganhou nenhum prêmio. Ela ganhou dois prêmios MOBO em 2008 de "Melhor Álbum" e "Melhor Videoclipe" (com "Bleeding Love"). Em dezembro de 2008, Leona Lewis foi chamada de "Nova Artista 'Top'", pela revista Billboard.

### 2009—2011:Echoe Turnê Internacional

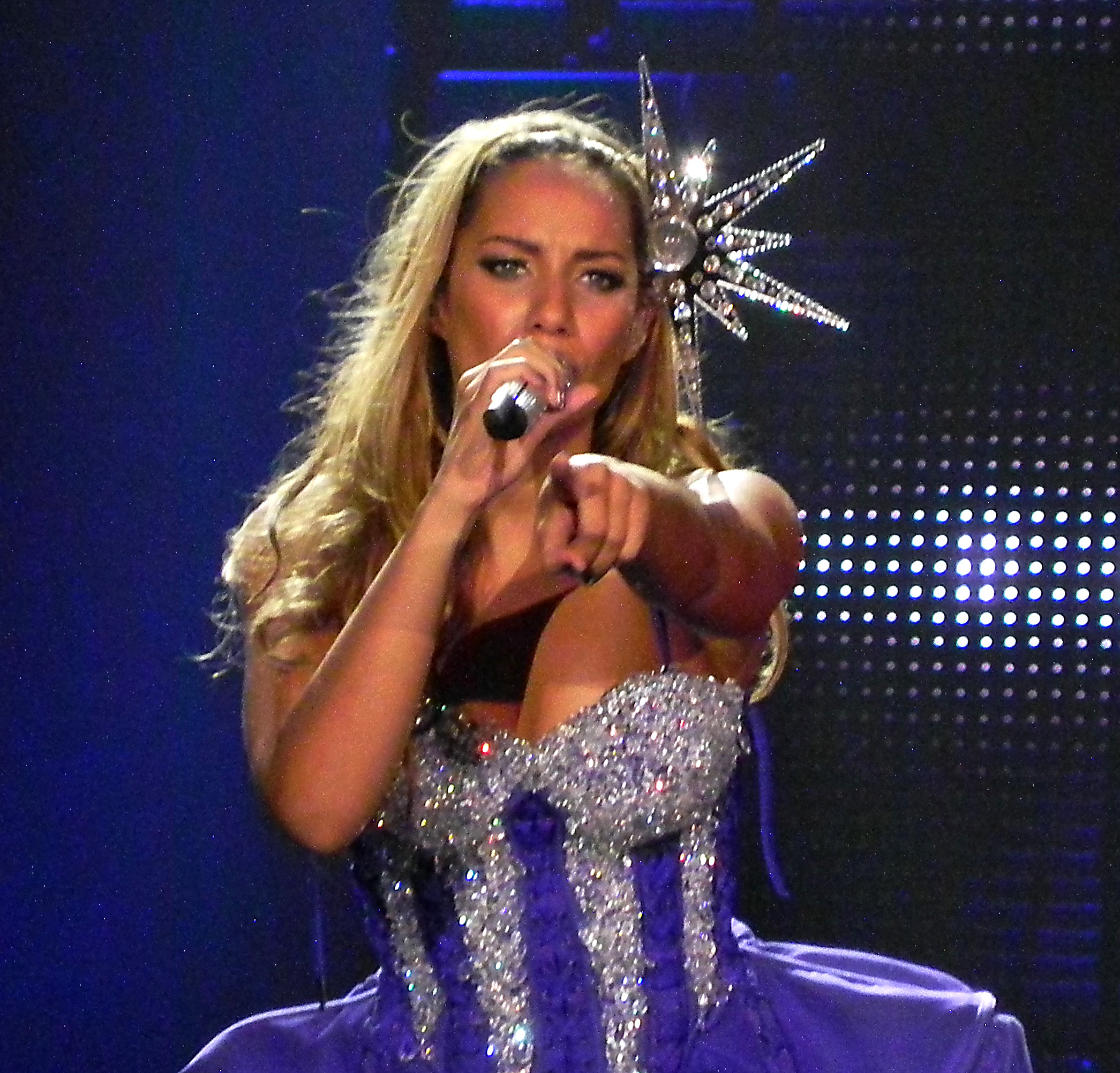
Leona Lewis na tour.

O segundo álbum de Leona Lewis, Echo, teve lançamento mundial em novembro de 2009. O álbum foi produzido ao longe de 2009, tendo a participação de vários artistas como Ryan Tedder, Justin Timberlake, Max Martin, Arnthor Birgisson, Kevin Rudolf e Josh Shanks. Foi gravado em Los Angeles, contando com uma produção que durou nove meses. Uma das canções do álbum, "My Hands", apareceu como canção-tema de Final Fantasy XIII. No dia 2 de Novembro de 2009, Leona realizou um show no Reino Unido, no Hackney Empire, em Londres, onde cantou canções do seu primeiro álbum e Echo. Quando lançado, Echo alcançou a 1° posição da parada de álbuns britânicos e a 10° posição das paradas da Áustria, Irlanda e Suíça.
Apesar das tentativas anteriores, a UEG Music proibiu o lançamento de Best Kept Secret, reivindicando que a cantora não tinha dado o seu consentimento, o álbum foi lançado em janeiro de 2009, quando a gravadora insistiu que detinha os direitos das músicas de Lewis, e que ela recebia uma quota de 50% dos lucros do álbum. No entanto, uma propagando sobre o álbum foi proibida pela Advertising Standards Authority de ser veiculada, argumentando: "Nós consideramos que a alegação para o lançamento do álbum não é verdadeira, visto que, as canções foram gravadas a 10 anos atrás". O álbum foi lançado no iTunes como Extended play em setembro de 2009.
O primeiro single do segundo álbum de Lewis, "Happy", foi escrito pela própria em parceria com Tedder — que também a produziu — e Evan Bogart. Lançado em 15 de setembro de 2009, alcançou a segunda posição das paradas no Reino Unido, e alcançou o Top 10 na Áustria, Bélgica, Alemanha, Irlanda, Japão e Suíça. Lewis gravou a canção tema do filme de ficção científica de James Cameron, Avatar. A canção, "I See You", escrita por James Horner e Franglen Simon, recebeu indicações de "Melhor Canção Original" no 67° Globo de Ouro. Devido ao terremoto de ocorreu no Haiti, no início de 2010, Leona, ao lado de vários outros cantores, lançaram "Everybody Hurts", onde todo o dinheiro seria revertido para ajudar o país que ficou devastado após os sismos. O segundo e último single de Echo, "I Got You" foi lançado em fevereiro de 2010. Em abril de 2010, Leona fez uma participação no álbum do cantor italiano Biagio Antonacci, na canção "Inaspettata (Unexpected)" do seu álbum Inaspettata. Eles cantaram a canção no programa italiano, Io Canto em 22 de Outubro de 2010.
Leona Lewis realizou o seu primeiro grande concerto com uma set-list de 13 pedaços no festival Rock in Rio, em Lisboa, Portugal, a 22 de Maio de 2010, incluindo músicas de Spirit e Echo. Sua primeira turnê, intitulada The Labyrinth para apoiar Spirit e Echo, começou em Maio de 2010, com um tema baseado no filme Labyrinth. Lewis gendou uma turnê na América do Norte, de Julho a Agosto de 2010 apoiando a tour Bionic Tour de Christina Aguilera. No entanto, Aguilera adiou a turnê até 2011, deixando desconhecidos os planos de Lewis. Um DVD da turnê, junto com um CD de dez faixas, foi lançado com o título de The Labyrinth Tour – Live at The O2 em 29 de Novembro de 2010.

### 2011—2012: Glassheart
Lewis começou a trabalhar em seu terceiro álbum após a Tour The Labyrinth. Lewis disse que o álbum seria "um pouco diferente do que as pessoas ouviram de mim antes", acrescentando que pretende "ir além e criar para ver o que acontece". A MTV informou que Ne-Yo está escrevendo material para o álbum. bem como Dallas Austin e Ryan Tedder. Terá também gravado uma música com David Guetta. Hurts e Jessie J. Em 14 de Julho de 2011, foi confirmado que Collide seria o primeiro single do novo álbum de estúdio Glassheart. O single dance-pop, escrito por Autumn Rowe e produzido por Sandy Vee, foi tocada pela primeira vez no programa The Scott Mills Show, na BBC Radio 1 em 15 de julho de 2011 no Reino Unido. Foi lançado a 4 de Setembro e atingiu o número #3 na Irlanda e #4 no Reino Unido.
Glassheart deveria ter sido lançado em Novembro de 2011, mas Leona decidiu dar mais alguns retoques e adiou o seu lançamento em um ano, onde se esperará que fará uma atuação no The X-Factor Uk e US. Foi a outubro de 2012 que Leona resolve finalmente lançar o tão esperado Glassheart. Ainda antes disso, uma semana antes, a cantora solta nas rádios o single promocional Trouble que não foi além da posição #7 no Reino Unido, embora tivesse sido mediano no resto do mundo. Foi #32 em Portugal. O álbum também foi o primeiro da carreira de Leona Lewis a não estrear no número #1 no Reino Unido e Irlanda. Foi #3 e #4, respetivamente.
Mais tarde, em novembro, a cantora desiste de Trouble e lança Lovebird. O fracasso foi completo, e não entrou sequer no top 200 do UK Singles Chart. A critica culpou a editora de Leona pela má divulgação, uma vez que o single nem sequer passou nas principais rádios britânicas.
Ainda assim, o single foi #19 na Eslovénia e #3 na maior Rádio portuguesa, Rádio Comercial.

### 2013—presente: Novos projetos
Apesar do número #3 de Glassheart no Reino Unido, o desalento da cantora foi evidente. Ainda assim, percorreu a Alemanha, Suíça e Reino Unido com a Glassheart Tour. Apesar de não ter tido a mesma produção que a The Labyrinth, (que decorreu em salas muito mais pequenas), a cantora esgotou maior parte dos concertos. A cantora foi novamente criticada pela tour se restringir a um número limitado de países. Posteriormente, e numa entrevista a uma rádio egípcia, a cantora solta que deverá alargar a tour a outros países para o final do ano de 2013. Pouco depois dessa mesma entrevista, Leona Lewis anunciou a chegada do seu primeiro álbum natalino-  Em setembro de 2013, sai na impressa a notícia que Leona estaria a gravar o seu primeiro filme. Tal acaba por confirmar-se pela própria no Facebook. O filme é um musical com o nome de Walking on Sunshine e contará com um reportório de músicas dos anos 80. Leona será uma atriz secundária e o filme estará a cargo da Vertigo Films e será lançado no verão de 2014. A 8 de agosto de 2014, Leona regressou a Portugal para mais um concerto no Algarve, na Summer Gala 2014 do Pine Cliffs Resorts.

## Voz
Um soprano, Lewis é frequentemente comparada com outras cantoras como Whitney Houston e Mariah Carey. Lewis também é conhecida por cantar ópera, afirmando que ela pratica escalas de ópera a cada semana. O crítico de música Neil McCormick, do The Daily Telegraph, elogiou as habilidades técnicas de Lewis, escrevendo: "Sua faixa mezzo-soprano lhe permite tomar as melodias de luxuosas notas baixas para altos falsettos, deslizando com poder elegante e controle impressionante de todos os tipos de flutuações e modulações". Stephen Thomas Erlewine do AllMusic acrescenta, "Lewis pode fazer [altas] notas, mas fazê-lo parecer fácil, nunca forçando sua voz e construindo-a bem ao clímax". No mesmo sentido, Slant Lewis descreve os vocais como "tecnicamente irrepreensíveis".
| Em Estúdio                | Em Estúdio                                                           | Em Estúdio                   | Em Estúdio                             | Em Estúdio                              |
| Nota mais grave           | Nota mais aguda em voz de peito                                      | Nota mais aguda em falsete   | Nota mais aguda em whistle register    | Nota mais longa                         |
| ------------------------- | -------------------------------------------------------------------- | ---------------------------- | -------------------------------------- | --------------------------------------- |
| C3 em "Hurt" (Hurt The Ep | A5 em "You Don't Care" e "I Got You" (em I Am, disco de Leona Lewis) | Eb6 em "Take A Bow" (Spirit) | F#6 em "Loving You" (Best Kept Secret) | 13 segundos em "Bleeding Love" (Spirit) |
| C3 em "Hurt" (Hurt The Ep | A5 em "You Don't Care" e "I Got You" (em I Am, disco de Leona Lewis) | Eb6 em "Can't Breathe" (Echo | F#6 em "Loving You" (Best Kept Secret) | 13 segundos em "Bleeding Love" (Spirit) |

| Ao Vivo                    | Ao Vivo                         | Ao Vivo                                                 | Ao Vivo                             | Ao Vivo                                            |
| Nota mais grave            | Nota mais aguda em voz de peito | Nota mais aguda em falsete                              | Nota mais aguda em whistle register | Nota mais longa                                    |
| -------------------------- | ------------------------------- | ------------------------------------------------------- | ----------------------------------- | -------------------------------------------------- |
| c3 em Hurt no The X Factor | G5 em "Forgive Me"              | Eb6 em "Take a Bow" The Labyrinth Tour – Live at The O2 | E6 em "Lady Marmalade"              | 16 segundos em Hurt no "Live at The Royal Variety" |

## Outras atividades
Em outubro de 2008, o jornal The Times informou que Leona tinha recusado um contrato de US$ 1 milhão oferecido por Mohamed Al-Fayed, para que ela participasse de uma campanha. Leona comentou na impressa que ela rejeitou o acordo, alegando que a Harrods é o única do Reino Unido que possui uma loja de roupas confeccionadas com pele de animais. Ela disse ao The Big Issue: "Havia pessoas que falaram que eu deveria ter aceito e dado o dinheiro à caridade, mas, se eu fizesse isso eu entraria em contradição". No mesmo mês, ela anunciou que estava negociando lançar sua própria linha de produtos e acessórios, e que está em estágios finais para lançamento de um perfume na Europa.
Em janeiro de 2009, Lewis assinou um contrato com uma editora e, lançou sua autobiografia ilustrada em outubro do mesmo ano. O livro intitulado "Dreams", contém principalmente fotos tiradas pelo fotógrafo Dean Freeman. Em 2010, foi relatado que foi oferecida a Lewis uma participação especial na segunda temporada da série de televisão americana, Glee.

## Vida pessoal

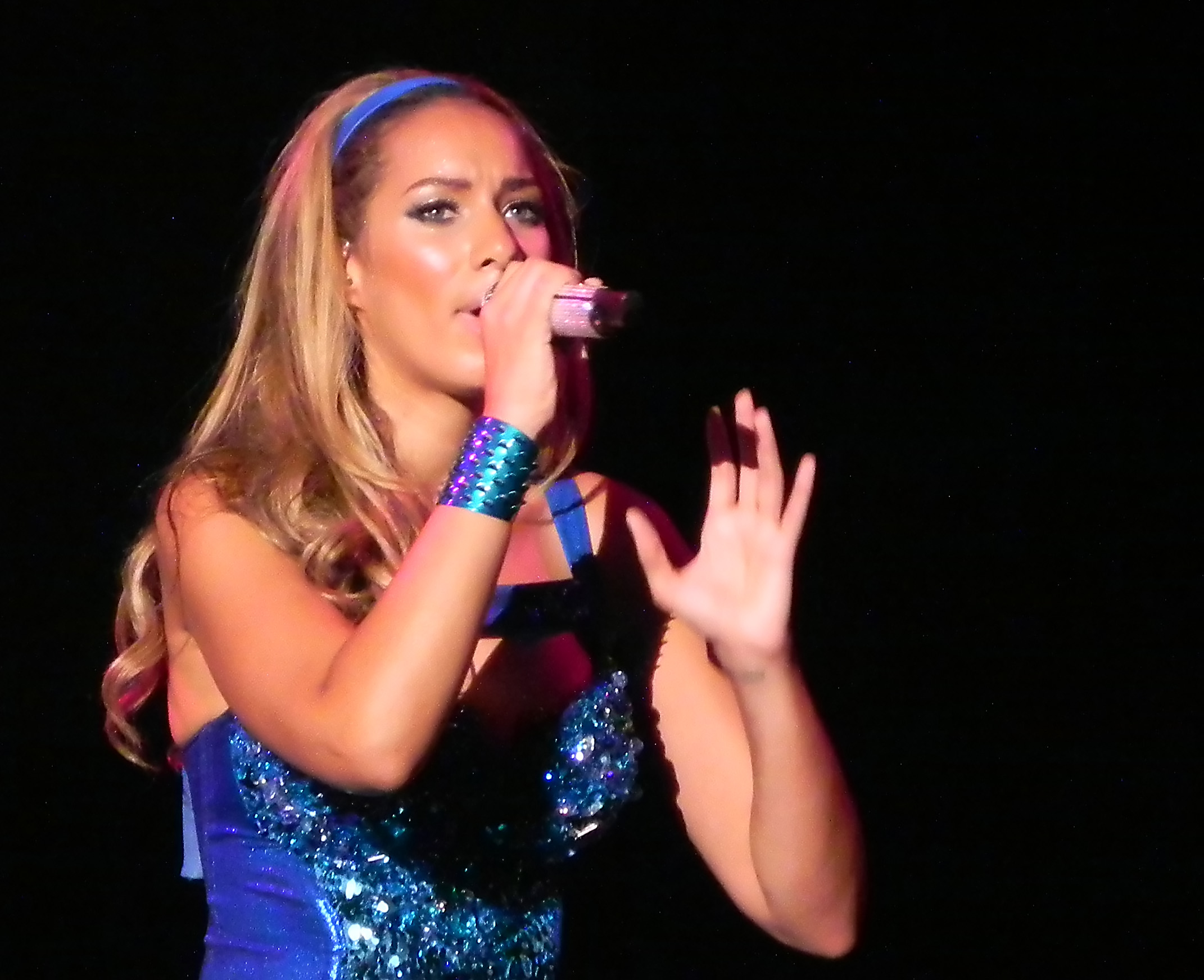
Leona Lewis actuando.

Lewis mora em Hackney. Ela vivia com o seu namorado Lou Al-Chamaa, um electricista, a quem conhecia desde seus dez anos de idade, até que Lewis anunciou em 22 de Junho de 2010, o término do namoro. Ela tem uma tatuagem escrita em hebraico, no seu pulso esquerdo, simbolizando a sua relação com ele. Lewis é vegetariana desde seus 12 anos de idade, e recebeu do PETA, o título de "vegetariana mais sexy", ao lado de Anthony Kiedis, vocalista do Red Hot Chili Peppers em 2008, e novamente em 2009 com o actor Scott Maslen. Além disso, ela recebeu o título de 'Pessoa do Ano' pela PETA em 2008. Leona Lewis é integrante da Sociedade Mundial de Proteção aos Animais.
Em uma sessão de autógrafos para seu livro Dreams, em 14 de Outubro de 2009, na Waterstone, livraria localizada na maior rua de Londres, Piccadilly, a cantora recebeu um soco na cabeça, dado por Peter Kowalczyk, no sul de Londres. Testemunhas dizem que Leona Lewis saiu correndo com as mãos no rosto, enquanto os seguranças lutavam contra o agressor que tinha caído no chão as gargalhadas. A polícia foi chamada imediatamente e, Kowalczyk foi preso. Leona sofreu hematomas e foi levada a um médico particular por precaução. Ela cancelou as apresentações que faria para o BBC, no programa The One Show, na Alemanha. Mais tarde, ela divulgou um comunicado informando:
Obrigada pelo apoio. Ontem sofri um choque horrível que me deixou muito magoada e chateada. Sinto muito por aqueles que eu não pude cumprimentar. Obrigada novamente pelas mensagens adoráveis. Amo todos vocês!
Peter Kowalczyk, foi posteriormente preso sob a "Lei de Saúde Mental". Ele foi acusado de agressão comum, pelo qual teve que comparecer a Westminster, em 26 de outubro de 2009. Foi relatado que ele tinha um quadro de problemas mentais e poderia ter atacado Leona, devido a ciúmes, pois ele tinha tentado participar do The X Factor, mas foi rejeitado pelos produtores. Em 14 de Dezembro de 2009, Kowalczyk admitiu agressão comum e foi condenado a permanecer no hospital por um período indeterminado.

## Discografia
Leona Lewis lançou três álbuns de estúdio, oito singles e dez vídeos musicais na gravadora Sony BMG e na sua filial Syco. Lewis também participou de um single de um instituição de caridade intitulado "Just Stand Up!".
Lewis ganhou fama como a vencedora e como os eventuais competidores da terceira série de televisão, The X Factor. Seu prémio pela vitória era um contrato de R$1 milhão de gravação com a Syco Records. Seu primeiro single, "A Moment Like This" foi lançado para o sucesso no Reino Unido e na Irlanda, tornando-se o single mais vendido de sempre de uma artista feminina no Reino Unido. Seu seguinte single, "Bleeding Love", recebeu um sucesso sem precedentes e aclamação da crítica, tornando-se a maior venda de 2008 no mundo. O primeiro álbum de estúdio de Lewis, Spirit foi lançado para acompanhar o single em 2007 e foi a venda mais rápida de todos os tempos de um álbum de estreia no Reino Unido e Irlanda. O álbum traz a certificação de platina 9x no Reino Unido, e é listado como sendo a 27° das maiores vendas de álbuns de todos os tempos naquele país, apesar de ter sido lançado há apenas dois anos antes da compilação. Lewis conseguiu o sucesso com singles, incluindo "Better in Time" e "Run". Seu segundo álbum, Echo foi lançado em 9 de Novembro de 2009, até agora produziu dois singles a escala hit mundial "Happy" e "I Got You". Lewis gravou a canção tema, "I See You", do filme Avatar. A canção "Happy" fez parte da trilha sonora da novela "Araguaia" da Rede Globo e "Better in Time" fez parte da novela "Meu Amor" da TVI (Portugal).
Álbuns de Estúdio
- 2007: Spirit
- 2009: Echo
- 2012: Glassheart
- 2013: Christmas, with Love
- 2015: I Am

Álbuns ao vivo
- 2010: The Labyrinth Tour – Live at The O2

## Turnês
- 2010: The Labyrinth
- 2013: Glassheart Tour

## Prêmios e indicações
Lewis recebeu nomeações em uma variedade de prémios, incluindo sete BRIT Awards, três Grammy Awards, três MOBO Awards, cinco MTV Europe Music Awards e dois Teen Choice Awards. Seu single de estreia, uma versão cover de "A Moment Like This", deu a Lewis a primeira vitória, um Ivor Novello Award para Melhor Single Britânico. Seu single internacional "Bleeding Love" recebeu cinco prémios das 11 nomeações que teve. Spirit ganhou dois prêmios das cinco nomeações. Em geral, Lewis recebeu 25 prémios e 45 nomeações.
Ao longo de quatro anos, Lewis recebeu sete nomeações para os BRIT Awards, incluindo três nomeações na categoria de Single Britânico, mas ainda não ganhou um prémio. Em 2008, Lewis era a favorita para ganhar o maior número de prémios.